# 蔡家桥镇
蔡家桥镇，是中华人民共和国安徽省宣城市旌德县下辖的一个乡镇级行政单位。

## 行政区划
蔡家桥镇下辖以下地区：
高溪村、朱旺村、凡村、庆丰村、汤村、三合村、乔亭村和华川村。